# Ualalapi
Ualalapi é um romance do escritor moçambicano Ungulani Ba Ka Khosa publicado em 1987. O livro ganhou o grande prémio de ficção moçambicana em 1990. Esta obra só se encontra disponível em português.

## Enredo
Ualalapi é o nome dum guerreiro nguni destinado a matar Mafemane, um rei hosi (rei ou imperador em idioma Tsonga). O propósito de assassinar o rei faz parte da ambição do irmão deste, chamado Ngungunhane. A história, contada em seis episódios, narra as façanhas e os excessos de Ngungunhane, que após a morte do irmão ocupa o lugar de mando. Há um afã épico na narração que salienta a personagem Ngungunhane, ao mesmo tempo, como um tirano e um herói; os detalhes sanguinolentos das acções misturam-se com um espírito de rebeldia que se opõe à conquista europeia. O período narrativo do livro situa-se nos finais do século XIX quando as explorações portuguesas começam a espalhar-se pelo sul de África. A áspera e combatente personalidade do monarca vem a ser contrastada com a personalidade passiva e europeizada do seu filho Manua; este confronto porá de manifesto o conflito entre a identidade pré-colonial e as consequências da sua transição para a época colonial e pós-colonial.